# Ґрудчанкі
Ґрудчанкі (пол. Gródczanki, нім. Ratsch) — село в Польщі, у гміні Петровиці-Великі Рациборського повіту Сілезького воєводства.
Населення — 194 особи (2011).

## Демографія
Демографічна структура станом на 31 березня 2011 року:
|          | Загалом | Допрацездатний вік | Працездатний вік | Постпрацездатний вік |
| -------- | ------- | ------------------ | ---------------- | -------------------- |
| Чоловіки | 94      | 24                 | 60               | 10                   |
| Жінки    | 100     | 20                 | 62               | 18                   |
| Разом    | 194     | 44                 | 122              | 28                   |